# NGC 7541
NGC 7541 est une galaxie spirale barrée particulière, située dans la constellation des Poissons. Sa vitesse par rapport au fond diffus cosmologique est de 2 322 ± 26 km/s, ce qui correspond à une distance de Hubble de 34,2 ± 2,4 Mpc (∼112 millions d'al). NGC 7541 a été découverte par l'astronome germano-britannique William Herschel en 1785.
La classe de luminosité de NGC 7541 est II-III et elle présente une large raie HI. De plus, elle renferme également des régions d'hydrogène ionisé (HII). NGC 7541 renferme également au moins une quinzaine de sources ponctuelles émettrice de rayon X.
Selon Sanders et ses collègues, la luminosité de la NGC 7541 dans l'infrarouge lointain (de 40 à 400 µm) est égale à 4,90 × 1010 {\displaystyle L_{\odot }} (1010,69{\displaystyle L_{\odot }}) et sa luminosité totale dans l'infrarouge (de 8 à 1 000 µm) est de 6,46 × 1010 {\displaystyle L_{\odot }} (101081{\displaystyle L_{\odot }}).
À ce jour, 39 mesures non basées sur le décalage vers le rouge (redshift) donnent une distance de 30,946 ± 5,072 Mpc (∼101 millions d'al), ce qui est à l'intérieur des valeurs de la distance de Hubble.

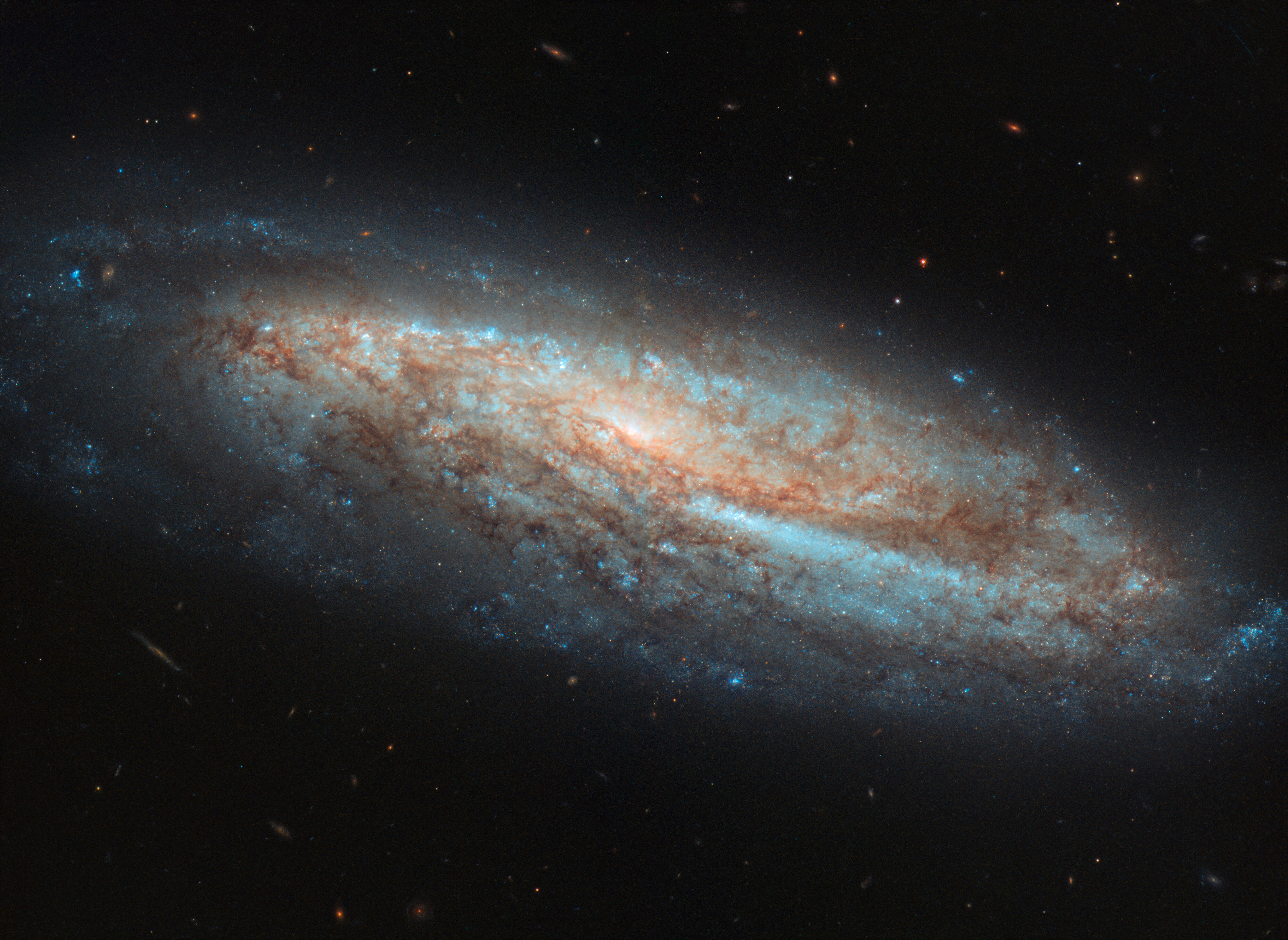
NGC 7541 imagée par le télescope spatial Hubble.

## Rôle de la barre d'une galaxie spirale
Une galaxie spirale barrée est une galaxie dotée de bras spiraux tourbillonnants et tournants ainsi que d’un centre brillant qui peut être traversé par une barre de gaz et d’étoiles. Cette barre située dans la région centrale de la galaxie dynamise quelque peu la région en déclenchant une activité et en alimentant une myriade de processus qui autrement n’auraient peut-être jamais eu lieu ou auraient été interrompus auparavant. La formation d’étoiles et les noyaux galactiques actifs en sont des exemples clés. Nous pensons que des barres existent dans jusqu’à deux tiers de toutes les galaxies spirales, y compris notre propre galaxie, la Voie lactée. On observe en fait que le taux de formation d’étoiles de NGC 7541 est plus élevé que d’habitude, ce qui renforce la théorie selon laquelle les barres spirales agissent comme des pépinières stellaires, rassemblant et canalisant vers l’intérieur la matière et le carburant nécessaires à la création et à l’entretien de nouvelles étoiles.

## Paire de galaxies

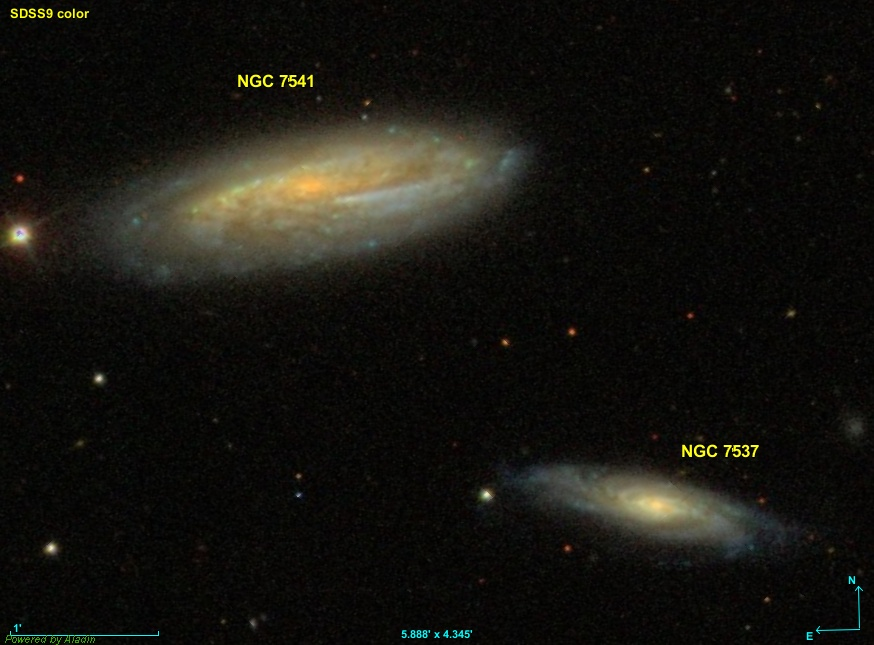
NGC 7537 et NGC 7541 une paire de galaxies en interaction.

NGC 7541 forme une paire de galaxies avec sa voisine NGC 7537,,. Les deux galaxies présentent des signes d'interaction gravitationnelle. Puisque la distance de Hubble de NGC 7537 est de 34,0 ± 2,4 Mpc (∼111 millions d'al), soit presque la même que celle de NGC 7541 et qu'elles sont très rapprochées sur la sphère céleste, il est plus que probable que ces deux galaxies forment une paire réelle de galaxies en interaction.

## Double désignation (NGC 7581)
NGC 7541 est aussi désignée NGC 7581 dans le catalogue NGC. Cette seconde désignation provient d'une observation faite par l'astronome américain Horace Tuttle ou Edward Holden, le 11 janvier 1875. L'identification exacte de NGC 7581 reste encore à ce jour très incertaine, tout comme son découvreur,. Les bases de données Simbad et HyperLeda identifient NGC 7581 à un objet céleste perdu ou inexistant,.

## Supernova
Deux supernovas ont été observées dans NGC 7541: SN 1998dh et SN 2017jmk.

### SN 1998dh
Cette supernova a été découverte le 20 juillet 1998 par W. D. Li, M. Modjaz, E. Halderson, T. Shefler, J. Y. King, R. R. Treffers et A. V. Filippenko de l'université de Californie à Berkeley dans le cadre du programme LOSS (Lick Observatory Supernova Search) de l'observatoire Lick. D'une magnitude apparente de 16,8 au moment de sa découverte, elle était de type Ia.

### SN 2017jmk
Cette supernova a été découverte le 31 décembre 2017 par R. Gagliano, R. Post, E. Weinberg, J. Newton et T. Puckett, dans le cadre du programme POSS (Palomar Observatory Sky Survey) de l'observatoire Palomar. D'une magnitude apparente de 18,5 au moment de sa découverte, elle était de type II.

## Groupe de NGC 7541
Selon un article publié en 2007 par Levy et col., NGC 7541 est membre d'un groupe de galaxies qui porte son nom, selon une convention non officiellle qui veut que l'on donne le nom d'un groupe à la galaxie la plus lumineuse. Selon cet article le groupe de NGC 7541 renferme sept galaxies. Les sutres galaxies du groupe sont NGC 7615, NGC 7537, UGC 12361, UGC 12522, UGC 12544et UGC 12580. Ce groupe est situé à l'arrière-plan de l'amas de Pégasus I,. 
D'autre part, la base de données NASA/IPAC metionne que NGC 7615 est aussi membre du groupe de WBL 708 en se basant sur un catalogue publié en mai 1999 par Richard A. White, Mark Bliton, Suketu P. Bhavsar, Patricia Bornmann, Jack O. Burns, Michael J. Ledlow et Christen Loken. La désignation employée pour les groupes de ce catalogue commence par les trois lettres WBL suivies d'un numéro de groupe. L'identification des galaxies est malheureusement toujours absente, mais la base de données NASA/IPAC permet souvent l'identification de celles-ci en entrant la requête "WBL xyz-..", où les lettres xyz correspondent au numéro du groupe et les deux points à un numéro toujours inférieur à 10. Les galaxies membres du groupe WBL 708 sont NGC 7615 (WBL 708-1), NGC 7621 ((WBL 708-1) et NGC 7623 ((WBL 708-2). Deux galaxies du groupe proposé par White et col. sont donc absentes de la liste de Levy et une y figure (NGC 7615). 
Le tableau de la page du groupe de NGC 7541 permet de comparer les deux groupes et les principales caractéristiques des leurs membres.